# Бушуевское сельское поселение
Бушуевское се́льское поселе́ние — муниципальное образование в Юргинском районе Тюменской области Российской Федерации.
Административный центр — село Бушуево.

## История
Статус и границы сельского поселения установлены Законом Тюменской области от 5 ноября 2004 года № 263 «Об установлении границ муниципальных образований Тюменской области и наделении их статусом муниципального района, городского округа и сельского поселения».

## Население
| 2010 | 2011 | 2012 | 2013 | 2014 | 2015 | 2016 |
| ---- | ---- | ---- | ---- | ---- | ---- | ---- |
| 533  | ↘532 | ↘514 | ↘513 | ↘486 | ↘480 | ↗486 |
| 2017 | 2018 | 2019 | 2020 | 2021 |      |      |
| →486 | ↘472 | ↗482 | ↘479 | ↘469 |      |      |

## Состав сельского поселения
| № | Населённый пункт | Тип населённого пункта       | Население |
| - | ---------------- | ---------------------------- | --------- |
| 1 | Бушуево          | село, административный центр | ↘469      |